# 質體藍素

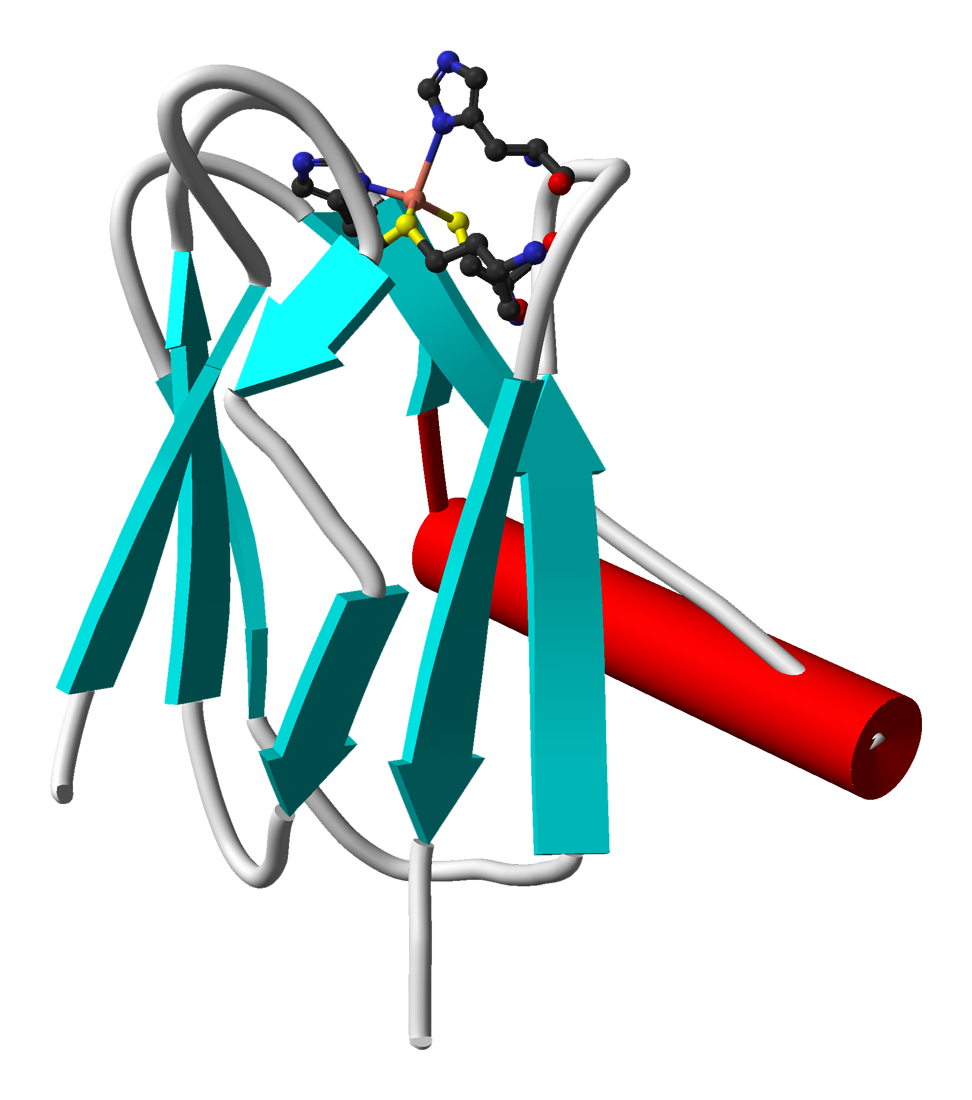
質體藍素的結構圖（PDB 3BQV ）。

質體藍素（英語：Plastocyanin）是一種會參與電子傳遞的重要銅蛋白。它以一個單體的形式存在，在維管束植物中約由99個胺基酸組成，分子量約為10,500Da。

## 功能
在光合作用中，質體藍素被當作一個電子傳遞的媒介，它負責傳遞光系統II和細胞色素 b6f 複合體中的細胞色素f之間跟光系統I和P700+之間的電子。

## 結構

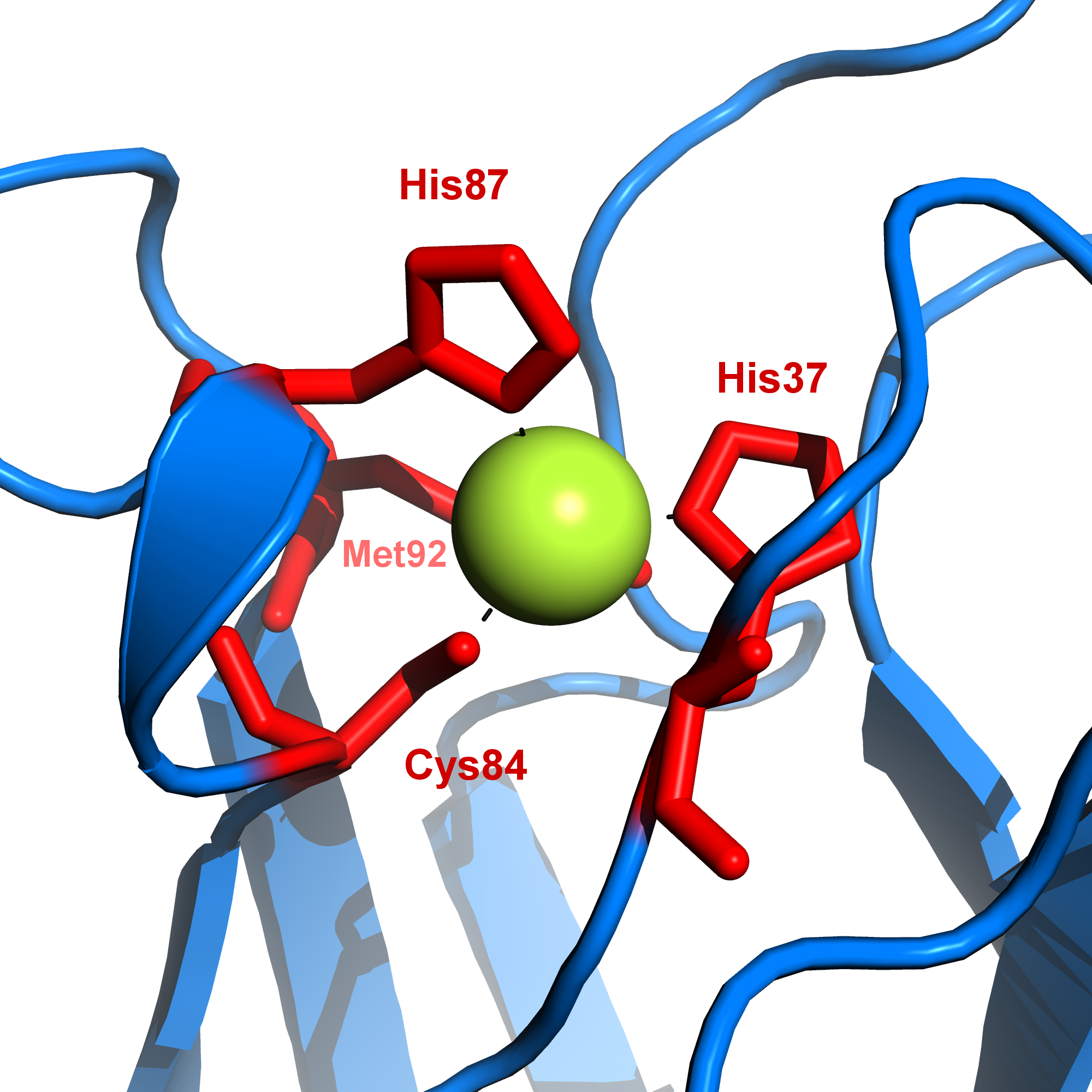
質體藍素中的銅原子與四周的四個胺基酸

質體藍素是第一個利用X射線晶體學分析出來的銅蛋白。

## 反應
質體藍素（Cu2+Pc）被細胞色素f經由以下反應方程式還原：
Cu2+Pc + e- → Cu+Pc
解離後，Cu+Pc 擴散離開類囊體直到與P700+發生結合。
P700+經由以下反應式氧化Cu+Pc：
Cu+Pc → Cu2+Pc + e-
氧化還原電位約為370 mV，等電點約為pH4。